# Campeonato Sergipano
Campeonato Sergipano - ligowe mistrzostwa brazylijskiego stanu Sergipe.

## Format
Serie A-1
Wszystkie kluby grają systemem każdy z każdym mecz i rewanż. Klub, który zajmie w końcowej tabeli pierwsze miejsce, zostaje mistrzem stanu. Dwa najsłabsze w tabeli kluby spadają do drugiej ligi (Serie A-2).
Jak w większości rozgrywek w Brazylii format ulega częstym zmianom.

## Kluby
Serie A-1
- Amadense Esporte Clube
- Associação Atlética Guarany
- Associação Desportiva Confiança
- Associação Olímpica de Itabaiana
- Atlético Clube Lagartense
- Boca Júnior Futebol Clube
- Club Sportivo Sergipe
- Olímpico Esporte Clube
- Olímpico Pirambu Futebol Clube
- Riachuelo Futebol Clube

Serie A-2
- América Futebol Clube
- Aracaju Futebol Clube
- Associação Desportiva de Canindé do São Francisco
- Centro Sportivo Maruinense
- Coritiba Foot Ball Clube
- Cotinguiba Esporte Clube
- Dorense Futebol Clube
- Esporte Clube Propriá
- Esporte Clube Neópolis
- Estanciano Esporte Clube
- Sociedade Esportiva São Cristóvão
- Sport Club Gararu
- Vasco Esporte Clube

## Lista mistrzów
- 1918 Continguiba
- 1919 #
- 1920 Continguiba
- 1921 Industrial
- 1922 Sergipe
- 1923 Continguiba
- 1924 Sergipe
- 1925 #
- 1926 #
- 1927 Sergipe
- 1928 Sergipe
- 1929 Sergipe
- 1930 #
- 1931 #
- 1932 Sergipe
- 1933 Sergipe
- 1934 Palestra
- 1935 Palestra
- 1936 Continguiba
- 1937 Sergipe
- 1938 #
- 1939 Ypiranga
- 1940 Sergipe
- 1941 Riachuelo
- 1942 Continguiba
- 1943 Sergipe
- 1944 Vasco
- 1945 Ypiranga
- 1946 Olímpico F.
- 1947 Olímpico F.
- 1948 Vasco
- 1949 Palestra
- 1950 Passagem
- 1951 Confiança
- 1952 Continguiba
- 1953 Vasco
- 1954 Confiança
- 1955 Sergipe
- 1956 Santa Cruz
- 1957 Santa Cruz
- 1958 Santa Cruz
- 1959 Santa Cruz
- 1960 Santa Cruz
- 1961 Sergipe
- 1962 Confiança
- 1963 Confiança
- 1964 Sergipe
- 1965 Confiança
- 1966 América
- 1967 Sergipe
- 1968 Confiança
- 1969 Itabaiana
- 1970 Sergipe
- 1971 Sergipe
- 1972 Sergipe
- 1973 Itabaiana
- 1974 Sergipe
- 1975 Sergipe
- 1976 Confiança
- 1977 Confiança
- 1978 Itabaiana
- 1979 Itabaiana
- 1980 Itabaiana
- 1981 Itabaiana
- 1982 Sergipe/Itabaiana
- 1983 Confiança
- 1984 Sergipe
- 1985 Sergipe
- 1986 Confiança
- 1987 Vasco
- 1988 Confiança
- 1989 Sergipe
- 1990 Confiança
- 1991 Sergipe
- 1992 Sergipe
- 1993 Sergipe
- 1994 Sergipe
- 1995 Sergipe
- 1996 Sergipe
- 1997 Itabaiana
- 1998 Lagartense
- 1999 Sergipe
- 2000 Sergipe
- 2001 Confiança
- 2002 Confiança
- 2003 Sergipe
- 2004 Confiança
- 2005 Itabaiana
- 2006 Pirambu
- 2007 América
- 2008 Confiança
- 2009 Confiança
- 2010 River Plate
- 2011 River Plate
- 2012 Itabaiana
- 2013 Sergipe

### Kluby według tytułów
- 33 -  Sergipe
- 18 -  Confiança
- 10 -  Itabaiana
- 6 - Cotinguiba
- 5 - Santa Cruz
- 4 - Vasco
- 3 - Palestra
- 2 - América, Ypiranga, Olímpico F., River Plate
- 1 - Lagartense, Passagem, Pirambu, Riachuelo, Industrial